# Arthrosphaera thurstoni
Arthrosphaera thurstoni är en mångfotingart som beskrevs av Pocock 1895. Arthrosphaera thurstoni ingår i släktet Arthrosphaera och familjen Sphaerotheriidae. Inga underarter finns listade i Catalogue of Life.